# Didier Malga
Didier Malga (Chamalières, 7 dicembre 1955) è un pilota di rally francese.
Nel 2018 ha vinto in coppia con Anne-Valérie Bonnel il Campionato del mondo FIA per auto elettriche.